# Uprising FC
El Uprising FC es un equipo de fútbol amateur de Anguila que juega en la Liga de Fútbol de Anguila, la liga de fútbol más importante de las isla.

## Historia
Fue fundado en el año 2017 y tiene participaciones recientes en la liga, sin embargo se destaca el trabajo de fuerzas básicas o académico que se realiza las últimas temporadas. En 2020 ganan la AFL Development League que es un torneo que se celebró en 2020 para impulsar el desarrollo; constó de 5 equipos, quedando Uprising primer lugar después de cuatro rondas. 
El 1 de marzo de 2021 se anuncia el patrocinio de la empresa constructora Barnard con base en Estados Unidos
El 4 de marzo de 2022 se anuncia el patrocinio del periodista español Victor Romero a través de su marca Futbol con Karma. Con esto se abre a la afición de habla hispana el conocimiento del club
| Temporada | Posición | Resultado |
| --------- | -------- | --------- |
| 2017-18   | 5.º      |           |
| 2020      | 8.º      |           |
| 2021      | 3.º      |           |
| 2022      |          |           |

## Palmarés
- AFL Development League (1): 2020